# Urbana (plačilna kartica)
Urbana je brezkontaktna enotna mestna plačilna kartica slovenskega mesta Ljubljana. Omogoča brezgotovinsko plačilo ter identifikacijo uporabnika. Temelji na tehnologiji RFID.
Ljubljana je med prvimi mesti v Evropi, ki je uvedlo enotno plačevanje mestnih storitev.

## Razširjenost
Trenutno je kartico možno uporabljati za plačilo voženj na ljubljanskih mestnih avtobusih, vožnjo z vzpenjačo na Ljubljanski grad, vožnjo s turističnim vlakcem in z ladjico, storitve Mestne knjižnice Ljubljana, izposojo koles ter parkirnino na belih conah in parkiriščih v upravljanju Javnega podjetja Ljubljanska parkirišča in tržnice. Trenutno je možno kartico uporabljati tudi za plačilo vstopnine v kulturne ustanove v mestu, med katere sodi vrsta muzejev, Živalski vrt, Botanični vrt, Arboretum, ipd.

## Uporaba
Urbana prinaša največje spremembe pri plačevanju storitev mestnega potniškega prometa. S kartico je uveden sodoben elektronski plačilni sistem, ki omogoča brezplačno prestopanje v roku 90 minut od plačila prve vožnje. Kartica se prisloni na validacijski terminal vPOS, ki so nameščeni v avtobusih, in se z nje odbije znesek oz. voznina.   
Kartico je možno polniti na Urbanomatih in drugih prodajnih mestih. Uporabniki lahko spremljajo stanje in uporabo kartice na spletnem portalu. Pred uporabo spletnega portala mora uporabnik pridobiti aktivacijsko kodo na urbanomatu. Kartica je trajna in dobroimetje na njej ne zastara. Kartica se ne razmagneti ob prisotnosti drugih kartic, magnetov ali ostalih zunanjih vplivov, lahko pa prisotnost drugih brezkontaktnih kartic povzroči motnje pri komunikaciji s terminalom, zato bi se naj RFID kartice uporabljale ločeno. 

## Urbanomati
Urbanomat je samostojna terminalna postaja, ki deluje 24 ur na dan, s katero se lahko polni in preverja stanje kartice Urbana. Podpira plačilo z denarjem, plačilnimi karticami ter Moneto.  
Urbanomati ne vračajo denarja, temveč presežek ob npr. plačilu vozovnice naložijo na kartico v obliki dobroimetja. Prav tako se izpiše stanje in potrdilo o transakciji.  

## Tehnologija
Pred prvo uporabo se kartica inicializira čez kriptirano komunikacijo. Nanjo se naložijo osebni podatki uporabnika, format kartice in status ter ostali, med katerimi se tudi nahaja unikatna 17-mestna številka za vsako kartico.  
Kartica vsebuje RFID anteno ter čip, ki se ob prislonu na avtomat aktivira in vzpostavi komunikacijo z oddaljenim strežnikom, ki potrdi ali ovrže prenos ali plačilo na podlagi vsebine kartice. Kartica je standardnih velikosti bančnih kartic (85,60 × 53,98 mm). Snovana je na podlagi tehnologije MIFARE DESFire EV1, ki podpira 28 različnih aplikacij in 32 datotek na aplikacijo z 8 kb pomnilnika EEPROM. Podpira visoko raven kodiranja s pomočjo 3DES strojnega kodiranja in dosega hitrosti prenosa do 848 Kbit/s. 

## Vrste
Urbana obstaja v dveh oblikah, in sicer kot 
- vrednostna kartica in
- terminska kartica.

Vrednostna kartica je prenosljiva, rumene barve in omogoča nalaganje dobroimetja največ v vrednosti 50€. Uporablja se tako kot plačilno sredstvo kot za identifikacijo v Mestni knjižnici Ljubljana. Ob naložitvi terminske vozovnice in uporabi mestnega prometa kartica več ni prenosljiva. 
Terminska kartica ni prenosljiva, je zelene barve in nadomešča vse vrste mesečnih vozovnic. Možno jo je dobiti le na potniški blagajni LPP in avtobusni postaji Ljubljana. Nanjo se lahko, enako kot na vrednostno kartico, naloži dobroimetje do 50€, ki se lahko porabi na vseh prodajalnah in storitvenih dejavnostih, ki podpirajo Urbano. Če je na kartici naložena veljavna mesečna vozovnica, jo sistem upošteva in ne odšteje naloženih sredstev. Lahko se uporablja tudi kot članska izkaznica Mestne knjižnice Ljubljana.

## Validacija in kontrola
Uporaba kartic se redno preverja na avtobusih in v knjižnici. Uporabnik mora predložiti osebni dokument za dokazilo o identiteti, sicer lahko sledi odvzem kartice in globa, ki se lahko tudi pojavi ob uporabi tuje kartice, zavrnitvi predložitve identifikacije ipd.